# ざるそば（かわいい）
『ざるそば（かわいい）』は、つちせ八十八による日本のライトノベル。イラストは憂姫はぐれが担当。MF文庫J（KADOKAWA）より2015年12月に刊行された。第11回MF文庫Jライトノベル新人賞優秀賞受賞作。MF文庫J新人賞史上最大の問題作として独特のタイトルは話題になった。特異なタイトルは国内だけではなく、海外でも話題に取り上げられている。
メディアミックスとして、2016年10月にドラマCDが発売された。

## あらすじ
笹岡光太郎はある夏の日にざるそばの出前を注文したところ、自称麺類寄りの魔法少女・姫ノ宮ざるそば（かわいい）が届くが、届いて直ぐ様に彼女はスポンサー契約を解除される。魔法少女協会・ABOSから三日間で代わりのスポンサーを探すという猶予を与えられ、光太郎は悪の秘密結社やら海水浴場やら夏の甲子園やら絡む中でざるそば（かわいい）共々一騒動も二騒動も巻き込まれることになる。

## 登場人物
声はドラマCD版。
笹岡 光太郎 （ささおか こうたろう）
声 - 小林裕介
本作の主人公。『姫神そば庵』に出前でざるそばを注文したところ、姫ノ宮ざるそば（かわいい）が届くという体験をする。最初はざるそば(かわいい)の言動に半信半疑だったが、ざるそば（かわいい）のやっていることや後から押しかけてきた「麺 in ブラック」などの行為を見て何とか事態を理解。スポンサー契約を解除されたざるそば（かわいい）の代わりのスポンサーを探すということで、ABOSから三日間の猶予をもらう。その結果として悪の秘密結社から三つの試験を受けることになり、海水浴場でざるそばを300杯売ったり甲子園球場全体を麺類化させる事態に遭ったりするが、最終的にざるそば（かわいい）のすべてを受け入れることになって事なきを得る。幼馴染の野乃花の兄が出場していたことから、夏の甲子園をよく観ている。
姫ノ宮 ざるそば（ひめのみや ざるそば）
声 - 照井春佳
魔法少女協会・ABOS認定の自称麺類寄りの魔法少女ざるそば（かわいい）。年齢は14、15歳くらいで顔つきにあどけなさを残し、魔法のステッキ(割りばし)でざるそば（動詞）することでざるそば（料理）を作る能力を持ち、胸のリボンが薬味の海苔・唾がそばつゆだったりする。光太郎の前に現れた際には『姫神そば庵の使者』を名乗るが麺類スポンサーの契約を解除されて魔法少女から除名された上に、ABOSから派遣された「麺 in ブラック」からもロンギヌスの槍（フォーク）で抹殺されかけ『麺類補完戦争』（ソバマゲドン）を引き起こす寸前となる。その後麺類としての記憶を封印され光太郎と行動を共にするが、代わりのスポンサーに名乗りを挙げた悪の秘密結社の試験で訪れた甲子園球場で『麺類補完戦争』を引き起こした。
月見るるな
声 - 下田麻美
麺 in ブラックが去った後に唐突にやって来た月と真実の魔法少女ルナシー・ルナを自称する魔法少女（月見そば）。『竹そば堂』がスポンサー。スポンサー契約を解除されたざるそば（かわいい）のために『佐藤そば処』を紹介。その後も海水浴場や甲子園など様々なところで遭遇する。貧乳で、ざるそば（かわいい）の巨乳を羨ましく思っている。
佐藤野乃花
声 - 巽悠衣子
光太郎の幼馴染で『佐藤そば処』の一人娘。店主の父親が借金を残して夜逃げしたため、悪の秘密結社戦闘員エヌとなる。ざるそば（かわいい）のスポンサーに名乗りを挙げ、そのために光太郎とざるそば（かわいい）に三つの試験を課しながらも試験に通る様に光太郎たちを何かとサポートしている。

## 評価
第11回MF文庫Jライトノベル新人賞にて優秀賞を受賞した。同賞で審査員を務めたさがら総は本作を以下のように評している。

## 既刊一覧
- つちせ八十八（著）・憂姫はぐれ（イラスト） 『ざるそば（かわいい）』 KADOKAWA〈MF文庫J〉、2015年12月25日発売[8]、ISBN 978-4-04-068013-2